# Liste der National Historic Landmarks im District of Columbia
Die Liste der National Historic Landmarks im District of Columbia führt alle Objekte und Stätten im US-amerikanischen District of Columbia (Washington, D.C.) auf, die vom National Register of Historic Places zur National Historic Landmark erklärt wurden.

## District of Columbia (Auswahl)
|    | Name                                 | Bild | Eintrag am    | Beschreibung |
| -- | ------------------------------------ | ---- | ------------- | --- |
| 1  | Arts and Industries Building         |      | 11. Nov. 1971 | Zweitältestes Museum der Smithsonian Institution |
| 2  | Blair House                          |      | 26. Okt. 1973 | Offizielles Gästehaus des Präsidenten |
| 3  | Cleveland Abbe House                 |      | 15. Mai 1975  | |
| 4  | Congressional Cemetery               |      | 14. Juni 2011 | Historischer Friedhof und Grablege diverser politischer Persönlichkeiten.                                                                                            |
| 5  | Corcoran Gallery of Art              |      | 27. Apr. 1992 | Das private Museum hat seinen Schwerpunkt auf amerikanischer Kunst.                                                                                                  |
| 6  | DAR Constitution Hall                |      | 16. Sep. 1985 | Die heutige Konzerthalle wurde als Versammlungsort der Daughters of the American Revolution errichtet.                                                               |
| 7  | District of Columbia City Hall       |      | 19. Dez. 1960 | |
| 8  | Eisenhower Executive Office Building |      | 11. Nov. 1971 | Errichtet als State, War, and Navy Building, später Old Executive Office Building                                                                                    |
| 9  | Gallaudet College Historic District  |      | 21. Dez. 1965 | Erste Universität für Gehörlose und Schwerhörige |
| 10 | Georgetown Historic District         |      | 28. Mai 1967  | Stadtteil im Nordwesten der Stadt. Bekannt und beliebt für seinen hohen Anteil an historischer Bausubstanz.                                                          |
| 11 | General Post Office                  |      | 11. Nov. 1971 | Neoklassizistisches Gebäude, das in zwei Phasen zwischen 1839 und 1866 erbaut wurde und sich durch seine feinen Verzierungen auszeichnet                             |
| 12 | Library of Congress                  |      | 21. Dez. 1965 | Öffentlich zugängliche Forschungsbibliothek des Kongresses der Vereinigten Staaten. Sie gilt nach der British Library als zweitgrößte Bibliothek der Welt            |
| 13 | Marine Barracks Washington           |      | 11. Mai 1976  | Sitz des Generalstabschefs des United States Marine Corps |
| 14 | National War College                 |      | 28. Dez. 1972 | Institut der National Defense University der US-Streitkräfte |
| 15 | Old Naval Observatory                |      | 12. Jan. 1965 | Ehemaliges Observatorium, heute Sitz des Surgeon General of the United States Navy                                                                                   |
| 16 | Octagon House                        |      | 19. Dez. 1960 | Einst Haus eines Plantagenbesitzers, diente es nach der Beschädigung des Weißen Hauses durch den Brand von Washington kurzzeitig als Residenz von Präsident Madison. |
| 17 | Old Patent Office Building           |      | 12. Jan. 1965 | Ursprünglich Sitz des Patentamtes. Heute beherbergt das Gebäude die National Portrait Gallery und das Smithsonian American Art Museum                                |
| 18 | Samuel Gompers House                 |      | 30. Mai 1974  | Wohnhaus des Gewerkschaftsführers Samuel Gompers |
| 19 | Smithsonian Institution Building     |      | 12. Jan. 1965 | Zentrales Verwaltungsgebäude der Smithsonian Institution. Sein Spitzname lautet The Castle.                                                                          |
| 20 | United States Supreme Court Building |      | 4. Mai 1987   | Sitz des Obersten Gerichtshofs der Vereinigten Staaten |
| 21 | United States Capitol                |      | 19. Dez. 1960 | Sitz des Kongresses der Vereinigten Staaten |
| 22 | Washington Navy Yard                 |      | 11. Mai 1976  | Ehemalige Marinewerft und Waffenfabrik der United States Navy. |
| 23 | Weißes Haus                          |      | 19. Dez. 1960 | Amtssitz des Präsidenten der Vereinigten Staaten. |
| 24 | Woodrow Wilson House                 |      | 19. Juni 1964 | Wohnhaus des ehemaligen Präsidenten Woodrow Wilson, nachdem er aus dem Amt geschieden war.                                                                           |